# Elisa y Marcela
Elisa y Marcela és un drama romàntic dirigit per la cineasta catalana Isabel Coixet i basat en fets reals. La pel·lícula, estrenada el 2019, s'inspira en la història del primer matrimoni homosexual a Espanya, que recull Narciso de Gabriel (catedràtic d'Història de l'Educació de la Universitat de la Corunya), al llibre Elisa e Marcela - Alén dos homes (Elisa i Marcela - Més enllà dels homes). 

## Argument[2]
L'any 1885, Marcela Gracia Ibeas (Greta Fernández) inicia els seus estudis en una escola de mestres gallega. Allí coneix a Elisa Sánchez Loriga (Natalia de Molina), una altra estudiant de magisteri del centre, i entre elles sorgeix una íntima amistat que en poc temps esdevé relació sentimental. La família de Marcela, que no veu amb bons ulls el tracte que es tenen les dues noies, decideix enviar la seva filla a Madrid. No obstant la distància, les joves segueixen en contacte a través de correspondència. I, anys més tard, es retroben a Galícia.
Elisa treballa en una escola a Couso (Pontevedra) i Marcela aconsegueix feina també de mestra en una altra escola, a Calo, una petita població propera. S'estableixen plegades a la mateixa casa, fet que, d'entrada, no crida l'atenció del veïnat, ja que no era estrany a l'època que les mestres solteres compartissin residència. Aviat, però, comencen els rumors i les sospites sobre la naturalesa de la relació que mantenen les dues dones. Així i tot, malgrat les crítiques, l'escarni i la humiliació que les persegueixen, Elisa i Marcela decideixen lluitar contra els estigmes i la repressió social i, impulsades pel desig i l'amor que senten, tramen una pla que els permeti seguir juntes.
Marcela explica als veïns que la seva companya ha partit cap a l'Havana i que s'estarà uns dies sola a casa fins que vingui a viure-hi Mario, un cosí d'Elisa que vivia a Anglaterra i que se li assembla molt, amb qui té idea de casar-se. Ara bé, el futur marit és la mateixa Elisa transvestida d'home. En realitat no ha marxat a Cuba, sinó a la Corunya, on ha dut a terme el procés de transformació per ficar-se en la pell del seu parent, i no sols físicament: ha aconseguit batejar-se i ser oficialment Mario. Per la seva part, Marcela, durant el temps en què Elisa és fora i per tal de fer creïble el pla, manté relacions amb un home que la pretén i aconsegueix quedar-se embarassada.

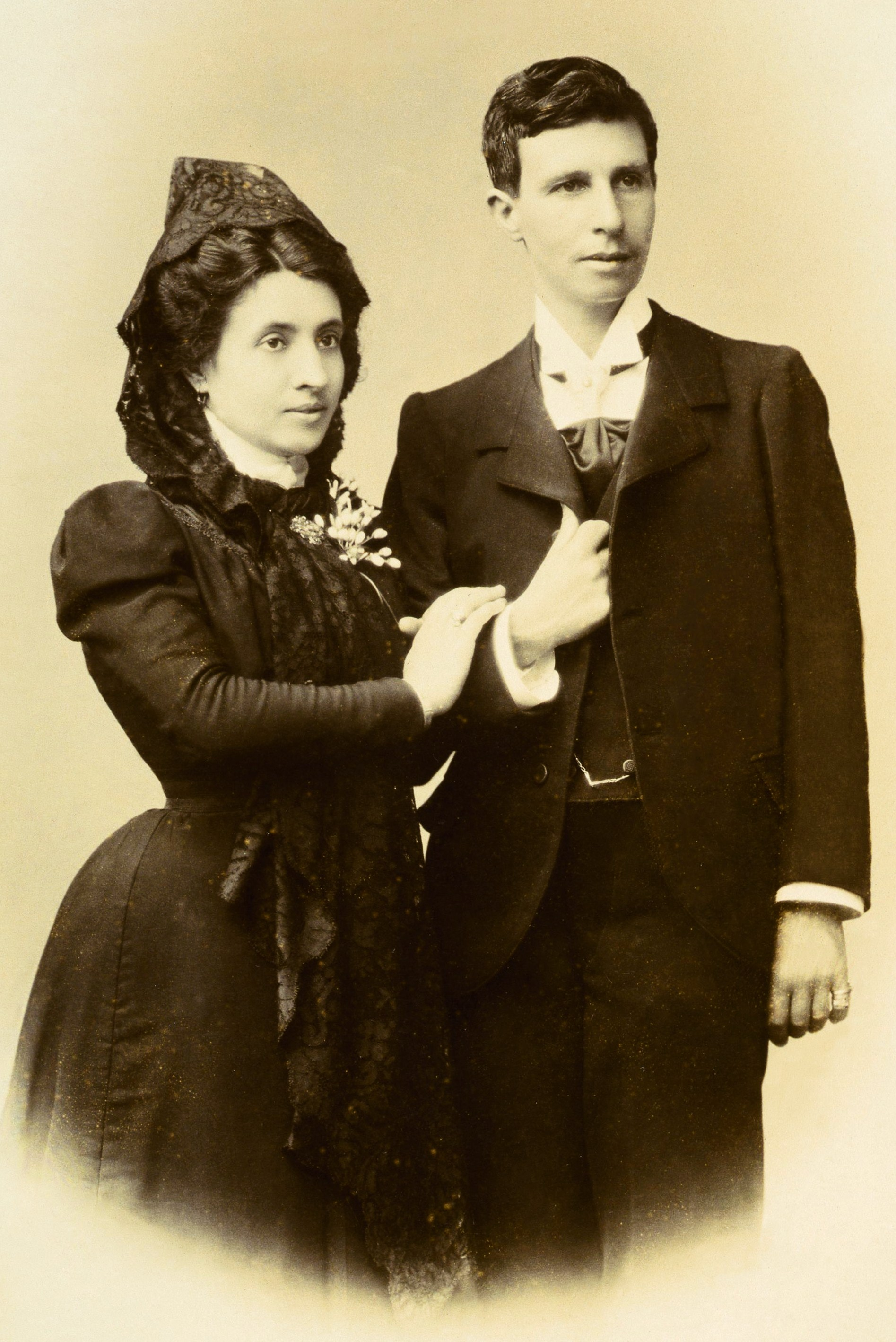
Instantània del casament d'Elisa Sánchez Loriga i Marcela Gracia Ibeas

El 8 de juny de 1901, Mario –Elisa– i Marcela contrauen matrimoni. Tot i així, de seguida comencen de nou les sospites de la població envers la vertadera identitat de Mario i poc els dura la tranquil·litat a la parella. Després de patir un continu assetjament, Elisa es veu sotmesa a un examen físic ordenat pel capellà que les va casar. La dona intenta evitar la situació explicant que un metge estranger li havia diagnosticat la condició d'hermafrodita, però finalment es descobreix que Mario és Elisa, notícia de la qual se’n fa eco la premsa gallega i que causa un gran rebombori social.
A conseqüència d'això, Elisa i Marcela decideixen fugir i marxar a Porto, des d'on pretenen partir cap a l'Argentina. A Portugal s'hi han d'estar un temps treballant per poder fer-se amb els diners dels passatges a Amèrica; abans que els aconsegueixin, però, la notícia sobre la seva identitat arriba a Portugal i són detingudes i empresonades. Les autoritats espanyoles acusen Elisa de transvestisme, blasfèmia i falsejament d'identitat, i Marcela, de còmplice. En principi, han de ser jutjades per l'administració portuguesa i, després, extradides a Espanya. 
Durant l'estada a la presó portuguesa, Marcela dona a llum una filla. La situació que viuen no és gens fàcil, però l'escàndol social que va provocar la relació de la parella a Espanya es converteix en certa admiració i acolliment al país veí. Tant és així, que l'alcaid portuguès permet que les dues dones estiguin juntes a la presó i, encara més, fruit també d'enemistats polítiques entre els governs dels dos països, no permet l'extradició i les ajuda a fugir a l'Argentina. Abans de marxar i a contracor, amb l'objectiu de mirar pel bé de totes elles, Marcela pren la decisió de deixar la filla nounada a càrrec del matrimoni de l'alcaid.
Anys més tard, és la filla qui creua l'Atlàntic per retrobar-se amb la seva mare biològica. Elisa i Marcela viuen tranquil·les en un entorn rural. Després de tota la seva lluita, han aconseguit escapar-se de la repressió social espanyola i seguir juntes. Elisa, a més, ha fet realitat el seu somni: tenir un cavall i cavalcar-lo lliure.

## Producció

### Guió
El guió està signat per la mateixa directora, Isabel Coixet, i Narciso de Gabriel, l'autor del llibre Elisa e Marcela - Alén dos homes, en el qual s'inspira la pel·lícula. Precisament, va ser a partir dels estudis documentals de De Gabriel sobre el cas de Marcela Gracia Ibeas i Elisa Sánchez Loriga que Coixet va conèixer la història sobre la qual es construeix el film. 
Malgrat és bon material per portar a la pantalla, Coixet assegura que va passar una dècada amb el guió sota el braç, sense trobar finançament per a la producció. Les raons principals eren, segons la directora catalana, la seva decisió inapel·lable de rodar la cinta en blanc i negre, i el tema que tracta, que molts productors consideraven exòtic però inversemblant.
Al guió de la pel·lícula s'hi suma la correspondència que s'intercanvien Elisa i Marcela durant els anys en què viuen separades per la distància. Com que les missives originals no s'ha pogut documentar fins al moment, durant el rodatge Coixet va demanar a les actrius protagonistes, Natalia de Molina i Greta Fernández, que, com a exercici per a posar-se a la pell d'Elisa i Marcela, s'escrivissin cartes l'una a l'altra imaginant el que es van dir realment les dues dones. El resultat va ser tan sorprenent i satisfactori que la directora va decidir incloure-les al film.  

### Preproducció
En declaracions a diverses entrevistes, Isabel Coixet parla sobre les dificultats que va trobar a l'hora de buscar productors pel rodatge. Finalment, la productora Rodar y Rodar es va interessar pel projecte i va oferir-li portar-lo a Netflix, empresa que no posava cap problema per al finançament. La directora, el propòsit de la qual és únicament fer cinema i facilitar que els films arribin als espectadors, va acceptar la proposta, decisió que va suscitar gran controvèrsia, ja que comportava que l'estrena de la pel·lícula es fes als cinemes però també a la plataforma de streaming.
Així doncs, Elisa y Marcela es va estrenar als cinemes espanyols i, 14 dies més tard, va estar disponible a Netflix. Al seu pas previ per la Berlinale, aquest fet va desencadenar molta polèmica, fins al punt que més d'un centenar de distribuïdors van signar una carta dirigida al director del Festival Internacional de Berlín, Dieter Kosslick, i a la ministra de cultura alemanya, Monika Grütters, sol·licitant que no es permetés a la pel·lícula participar com a competidora oficial aspirant a l'Os d'or per no complir els requisits d'estrena regular als cinemes. Davant les crítiques, Coixet es va defensar declarant la importància de facilitar la difusió del film, precisament pel tema que aborda, i de la cultura en general.  
A més de la productora Rodar y Rodar i Netflix, també han col·laborat a la producció Televisió de Catalunya, Zenit TV, La Nube Películas i Movies production 2017 AIE, en associació amb Film Factory.

### Repartiment
Pel repartiment de la pel·lícula, la directora catalana va comptar amb Natalia de Molina, guanyadora de dos Premis Goya, en el paper d'Elisa, i amb Greta Fernández en la pell de Marcela. Les dues actrius són les encarregades de fer arribar a l'espectador l'essència del lligam sentimental que uneix les protagonistes de la història. Coixet afirmava haver pensat en Natalia de Molina des que va escriure el guió, per la seva innocència, la bellesa canviant i la capacitat de transformació. Així mateix, a Greta Fernández la coneixia des de petita (ja que és filla de l'actor català Eduard Fernàndez, amb qui la directora ha treballat en diverses ocasions), i valorava l'instint i el poder camaleònic que l'acompanyen. Per aconseguir transmetre la intimitat i el sentiment de desig i estima entre Marcela i Elisa va ser fonamental el vincle que es va crear entre les actrius, que no es coneixien i van fer-ho poc abans del rodatge. 
A banda de les protagonistes, el repartiment de la pel·lícula està format per Sara Casasnovas, Tamar Novas, María Pujalte, Francesc Orella, Manolo Solo i Lluís Homar. Com a dada curiosa, el film va comptar amb la participació del besnet de l'autor de la instantània real de Marcela i Elisa, interpretant al mateix fotògraf, i amb Ramón de España, crític, periodista i escriptor, fent d'extra (un burgès de principis de segle indignat per la notícia del matrimoni sense home).

### Rodatge
El film es va començar a rodar el maig de 2018, amb un pla de rodatge ajustat: tan sols quatre setmanes. Es va dur a terme a escenaris reals entre Galícia i Catalunya.
Al territori gallec, algunes de les escenes es van rodar a la província d'Ourense, com Celanova, Pazos de Arenteiro i Moldes, pertanyents al municipi de Boborás. D'altres es van realitzar a Pontevedra i a la Corunya; és el cas de l'escola de mestres on es coneixen Elisa i Marcela, que es va recrear al monestir de San Salvador. Altres escenaris corunyesos són Santiago de Compostel·la i Dumbira.
Pel que fa al territori català, es van escollir escenaris de Deltebre, Cerdanyola del Vallès, Vilassar de Dalt, Figueres i Martorell. El Delta de l'Ebre va ser el paisatge escollit per reproduir la Pampa argentina, on es duen a terme les últimes escenes de la pel·lícula.

### Estrena
El fet que a la producció del projecte hi intervingués Netflix, amb la consegüent estrena del film a la plataforma de streaming, va generar molt d'enrenou entre els empresaris del sector del cinema. El pacte entre la directora catalana i Netflix, però, era no estrenar la pel·lícula en línia sense haver passat abans per les sales. D'aquesta manera, Elisa y Marcela es va estrenar als cinemes escollits espanyols el 24 de maig de 2019 i a Netflix, el 7 de juny del mateix any, de forma simultània als 190 països on la plataforma opera. Aquesta data no és fortuïta: es tracta de la vigília de l'aniversari del casament històric de les autèntiques Elisa i Marcela, celebrat el 8 de juny de 1901.
Mesos abans de l'estrena comercial, es va poder veure un avançament de la cinta al Festival Internacional de Cinema de Sant Sebastià, i va participar com a competidora per l'Os d'or al Festival Internacional de Cinema de Berlín, on es va projectar el 13 de febrer de 2019. La preestrena es va celebrar a la sala Verdi de Barcelona, el 23 de maig.
La data en la qual es va donar a conèixer el cartell de la pel·lícula tampoc passa per alt: el 26 d'abril de 2019, dia de la visibilitat lèsbica. El relat de la història entre Elisa i Marcela és també un acte de reivindicació, com es desprèn del missatge que apareix al final del film, abans dels crèdits: "El matrimoni homosexual es va legalitzar a Espanya l'any 2005. Avui és legal a tan sols 25 països del món. A 72 països, l'homosexualitat està penalitzada: a 14 es castiga amb penes des de 14 anys de presó fins a cadena perpètua. A 13, amb la pena de mort."

## Temes
Elisa y Marcela aborda temes constants a la trajectòria cinematogràfica d'Isabel Coixet. D'entrada, es tracta de la història de dues dones fortes que desafien la societat a fi de poder ser elles mateixes. Alhora, aquesta decisió de vida representa una recerca de la identitat. Són temàtiques molt presents en altres pel·lícules de la cineasta, com ara La llibreria, Ningú no vol la nit, Ayer no termina nunca o Mi vida sin mí. A totes elles, les protagonistes lluiten per alliberar-se d'estigmes i rols socials que les constrenyen.
El tema de l'homosexualitat també s'aborda des de l'exploració del desig i l'alliberació femenina. A través d'Elisa i Marcela, Coixet tracta la puresa dels sentiments, en una història que representa la lluita entre l'essència de l'amor i la sexualitat contra l'hostilitat i la repressió social.
La pel·lícula té un component de crítica social, com mostra el fet que al final s'inclogui un missatge sobre la situació de l'homosexualitat en els diferents països i la projecció de fotografies de casaments de dones de tot el món mentre passen els crèdits. Així mateix, la directora va expressar en moltes ocasions la necessitat de rodar i difondre aquest film, ja que un cas real com el d'Elisa i Marcela no podia ser desconegut i havia d'esdevenir referent.